# Triodopsis tridentata
Triodopsis tridentata är en snäckart som först beskrevs av Thomas Say 1816.  Triodopsis tridentata ingår i släktet Triodopsis och familjen Polygyridae. Inga underarter finns listade i Catalogue of Life.